# اللص والثعلب (فلم)
اللص والثعلب هو فيلم تشويق بوليسي مصري، من إنتاج عام 1995.

## القصة
جابر (سعيد) يعمل دوبلير في السينما، وأخوه هيلباوى (حسن) وكريمة يديرون مكتب ريجيسير للأفلام والاحتفالات. سلطان الشرنوبي (صبري) يلتقي بجابر في أحد الأفراح، ويقوم بالتعاقد مع جابر للقيام ببطولة فيلم سيقوم بإنتاجه وإخراجه. لنكتشف أن الفيلم بأكمله خدعه كبري، ومجرد واجهة لأعماله غير القانونية؛ حيث يخدعه للقيام بعملية سرقة بنك على أنه جزء من تصوير الفيلم.

## طاقم العمل
- سعيد صالح
- حسن الأسمر
- صبري عبد المنعم
- علاء ولي الدين
- نصر حماد
- لمياء الأمير
- عادل عمار
- محمد الزغلول
- فريدة سيف النصر
- سميحة محمد

1. الإخراج: أحمد ثروت
2. المؤلف: جابر عبد السلام